# Hjalmar Andersen
Hjalmar Johan "Hjallis" Andersen, född 12 mars 1923 i Rødøy i Nordland fylke, död 27 mars 2013 i Oslo, var en norsk skridskoåkare, cyklist och roddare. Han representerade Sportsklubben Falken i Trondheim. Han vann bland annat tre guldmedaljer under olympiska vinterspelen 1952 i Oslo.

## Karriär
Hjalmar Andersen föddes i Rødøys kommun i Nordland fylke, men familjen flyttade tidigt till arbetarkvarteren Svartla’mon i Trondheim. Andersen blev medlem av idrottsföreningen Falken, som tillhörde Arbeidernes Idrettsforbund (AIF) (sv.: Arbetarnas Idrottsförbund) som 10-åring. I tävlingar arrangerade av AIF utvecklade Hjalmar Andersen sin idrottstalang. Andra världskriget och tyska ockupationen av Norge medförde att AIF bojkottade alla idrottsevenemang i Norge och internationellt. Hjalmar Andersen var 23 år när han kunde återuppta tävlandet. På grund av vissa "övergångsregler" blev Hjalmar Andersen norsk juniormästare i skridskoåkning 1947 vid 24 års ålder. Han blev uttagen som reserv till den norska truppen vid olympiska vinterspelen 1948 i St. Moritz i Schweiz. Han startade på 10 000 m men fullföljde inte loppet. Det stora genombrottet kom under europeiska mästerskapen 1949 i Davos då han blev tvåa sammanlagt, efter landsmannen (och klubbkamraten från Falken) Sverre Farstad, och satte nytt världsrekord på 10 000 meter (16.57,4). Andersen blev nummer tre under norska mästerskapen 1949.
1950

Andersen vann sin första guldmedalj i norska mästerskapen på hemmaplan i Trondheim 1950. Där vann han före klubbkamraten Henry Wahl (också reserv i den norska truppen til olympiska spelen 1948) och Reidar Liaklev, Brandbu IF, som blev olympisk mästare på 5 000 m under OS 1948. Under europeiska mästerskapen 1950 i Helsingfors i Finland vann Hjalmar Andersen mästerskapen sammanlagt före landsmännen Reidar Liaklev och Sverre Haugli. Skridsko-VM 1950 arrangerades i Eskilstuna i Sverige. Amerikanen Johnny Werket vann de två kortaste distanserna (500 m och 1500 m), men Hjalmar Andersen vann de två längsta distanserna och tog hem mästerskapen före landsmannen Odd Lundberg och Johhny Werket som vann bronsmedaljen.
1951

Norska mästerskapen 1951 arrangerades i Lillehammer. Där vann Hjalmar Andersen mästerskapen före Sverre Haugli och Roald Aas (senare olympisk mästare på 1500 m under spelen 1960). Andersen vann även europeiska mästerskapen 1951, som arrangerades på hemmaplan i Oslo på Bislett stadion. Där vann han före Wim van der Voort från Nederländerna och Henry Wahl. Under världsmästerskapen 1951 på Davos Eisstadion försvarade Hjalmar Andersen VM-titeln från 1950. Han vann mästerskapen före John D. Cronshey från Storbritannien och Kornél Pajor från Ungern.
1952

1952 blev Hjalmar Andersens allra största säsong som skridskoåkare. Han vann norska mästerskapen (före Roald Aas) som arrangerades i Gjøvik. Han vann också europeiska mästerskapen som hölls i Östersund i Sverige, före Kees Broekman från Nederländerna och Kornél Pajor. Även världsmästerskapen 1952 vann Hjalmar Andersen för tredje gången i rad. Mästerskapen arrangerades i Hamar i Norge och vanns före Lassi Parkkinen från Finland och landsmannen Ivar Martinsen. 
Olympiska vinterspelen 1952 arrangerades i Oslo. Tävlingarna i hastighetsåkning på skridskor hölls vid Bislett Stadion. I sin första gren, 5 000 meter, satte Hjalmar Andersen nytt olympiskt rekord med 8.10,6, världens näst bästa tid någonsin. Han vann före Kees Broekman (8.21,6) och Sverre Haugli (8.22,4). På 1500 meter startade Hjalmar Andersen i första par. Han öppnade hårt, men den tröga isen gjorde att han fick kämpa mot slutet av loppet. Tiden blev 2.20,4. Sedan började snövädret. Banan röjdes för snö, men några av de bästa åkarna fick gå i kraftigt snöväder, bland annat Wim van der Voort, Roald Aas och Kees Broekman. Andersen vann sin andra guldmedalj före Wim van der Voort (2.20,6) och Roald Aas (2.21,6). I tävlingen över 10 000 meter vann Hjalmar Andersen överlägset. Med tiden 16.45,8 var Andersen nästan 25 sekunder (nytt "rekord" i olympiska sammanhang) före silvermedaljvinnaren Kees Broekman (17.10,6). Carl-Erik Asplund (17.16,6) från Sverige vann bronsmedaljen. Bara Thorleif Haug och Ivar Ballangrud, båda från Norge, hade tidigare vunnit tre guldmedaljer under ett och samma vinter-OS. Hjalmar Andersen var fanbärare för Norge under öppningsceremonin vid OS 1952.
Senare

Hjalmar Andersen tävlade inte 1953. Han gjorde comeback 1954 och blev norsk mästare på Bislett i Oslo. Under europamästerskapen 1954 i Davos vann Hjalmar Anderson en silvermedalj, efter Boris Sjilkov från Sovjetunionen och före svenske bronsvinnaren Sigge Ericsson. Säsongen 1956 tog Hjalmar Andersen en bronsmedalj i norska mästerskapen efter Roald Aas och Knut "Kupper'n" Johannesen. Under olympiska vinterspelen 1956 i Cortina d'Ampezzo i Italien tävlade Andersen i de två längsta grenarna. Han blev nummer 11 på 5 000 m och nummer 6 på 10 000 m. Efter OS 1956 avslutade Hjalmar Andersen sin skridskokarriär, men fortsatte med aktiv idrott, speciellt rodd, på 1960-talet.
Rekord

Hjalmar Andersen satte fyra världsrekord och åtta norska rekord under sin skridskoåkningskarriär. Mest känd är nog världsrekordet på 10 000 meter som sattes i en mindre tävling i Hamar en vecka innan olympiska spelen 1952, då Andersen klockades in på tiden 16.32,6. Rekordet stod sig ända tills 1960 då Kjell Bäckman satte nytt världsrekord med 16.14,2. Senare slog Knut Johannesen rekordet med 15.46,6 då han satte nytt världsrekord under skridskotävlingarna under olympiska spelen i Squaw Valley i USA.

## Övrigt
Hjalmar Andersen blev mycket populär i Norge, inta bara för sina idrottsframgångar, utan också för sitt goda humör och sina uppträdande i radio och TV. Han fick smeknamnet "Kong Glad" ved sidan om smeknamnet "Hjallis". Andersen skrev också böcker. Hav utgav bland annat Harde løp (1951), Siste runde (1952), Hva idretten ga meg (1983) och Medaljens bakside (1985), de två sista tillsammans med S. E. Mortensen.
Efter avslutad idrottskarriär var Hjalmar Andersen verksam som sekreterare och konsult vid Velferdstjenesten for handelsflåten. Under 30 år arbetade han för norska sjömän. 1990 utgavs ett norskt frimärke (valör 4,00 kronor) med porträtt av Hjalmar Andersen. Skridskoåkaren Fredrik van der Horst är dotterson till Hjalmar Andersen.

## Utmärkelser
Hjalmar Andersen har bland annat mottagit dessa utmärkelser:
- 1949: Morgenbladets gullmedalje
- 1951: Egebergs Ærespris
- 1952: Fearnleys olympiske ærespris för sina insatser i OS 1952.
- 1952: Norska sportjournalisternas statyett (årets idrottsnamn 1952)
- 1976: Olavsstatuetten
- 1998: Kongens fortjenstmedalje i gull

- 3 statyer har rests av Hjalmar Andersen. En staty (konstnär Nils Aas) står utanför Bislett Stadion. En annan staty (konstnär Svein-Tore Kleppan) står utanför Hamar Olympiahall (Vikingskipet) och en tredje staty (konstnär Per Ung) står utanför Mercursenteret i Trondheim.